# Verchneketskij rajon
Il Verchneketskij rajon (in russo Верхнекетский район?) è un rajon dell'Oblast' di Tomsk, in Russia; il capoluogo è Belyj Jar. Istituito nel 1939, ricopre una superficie di 43.348,9 chilometri quadrati.